# Nuenen, Gerwen en Nederwetten
Nuenen, Gerwen en Nederwetten é um município da província de Brabante do Norte, nos Países Baixos. Tinha 22.686 habitantes em 01 de Janeiro de 2007 em uma área de 34,11 km².

## Centros populacionais
- Eeneind;
- Gerwen;
- Nederwetten;
- Nuenen;
- Opwetten;
- Stad van Gerwen

## Vincent van Gogh
Vincent van Gogh viveu por dois anos em Nuenen entre 1883 e 1885, pois seu pai viveu e trabalhou lá como pastor protestante.

## Segunda Guerra Mundial
Uma batalha travada em Nuenen durante a Segunda Guerra Mundial foi exibida em um episódio da minissérie Band of Brothers. A batalha histórica aconteceu lá durante a Operação Market Garden em setembro de 1944.